# Bunawan, Agusan del Sur
Bunawan là một đô thị hạng 2 ở tỉnh Agusan del Sur, Philippines. Theo điển tra dân số năm 2008, đô thị này có dân số 32.233 người trong 5.372 hộ.

## Các khu phố (barangay)
Bunawan được chia thành 10 khu phố (barangay).
- Bunawan Brook- Rosana Saril.-RHM
- Consuelo- Evelyn Mordeno-RHM
- Libertad- Evelyn Garabato-RHM
- Mambalili- Jean Azarcon-RHM
- Poblacion- Emelia Barrios-RHM
- San Andres- Jean Mordeno-RHM
- San Marcos- Jean Mordeno-RHM
- Imelda- Marilou Manzano-RHM
- Nueva Era- Emelia Barrios- RHM
- San Teodoro- Jessie Mosquera-RHM & Jeannette Nuer-RHM